# UEFA Futsal Cup de 2017–18
A UEFA Futsal Cup de 2017–18 foi a 17ª edição da maior competição de clubes europeus de futsal organizada pela UEFA. Esta foi a última edição alçada com este nome pois a competição será renomeada para Liga dos Campeões de Futsal da UEFA (UEFA Futsal Champions League (em inglês)) a partir da época 2018–19.
Numa repetição da final da edição anterior, os campeões em título Inter FS derrotaram o Sporting CP para ganhar um recorde de 5 títulos na competição. O Barcelona alcançaou o terceiro lugar na competição ao derrotar o Győri ETO.

## Formato
Um total de 56 equipas de 52 associações nacionais irão disputar a UEFA Futsal Cup de 2017–18. 32 equipas terão de disputar uma ronda preliminar enquanto as restantes estão automaticamente qualificadas para a ronda principal da competição.
Ronda Preliminar
No total, 32 clubes disputarão esta fase da competição, divididos em oito grupos. Estes serão determinados pelo Ranking de Coeficiente de Clubes de Futsal da UEFA para 2017/18 (os clubes com menor coeficiente disputarão esta ronda).
Cada grupo será disputado por quatro equipas num mini-torneio organizado por uma das equipas. O vencedor de cada grupo seguirá em frente para a ronda principal.
Ronda Principal
Um total de 32 clubes disputarão esta fase da competição, que inclui o campeão em título, 23 clubes pré-determinados pelo Ranking de Coeficientes e 8 clubes apurados da ronda anterior. Esta ronda estará dividida em dois caminhos separados.
- O primeiro caminho (Rota A) será constituído por 16 equipas divididas em quatro grupos. Estas equipas serão determinadas pelo Ranking de Coeficiente, sendo constituídas do 1º ao 11º classificado e do 16º ao 19º classificado.
  - Cada grupo será disputado por quatro equipas num mini-torneio organizado por uma das equipas. Os três clubes mais bem classificados de cada grupo seguirão em frente para a Ronda de Elite.

- O primeiro caminho (Rota B) será constituído por 16 equipas divididas em quatro grupos. Estas equipas serão as apuradas da ronda anterior e as determinadas pelo Ranking de Coeficiente, sendo constituídas do 12º ao 15º classificado e do 20º ao 24º classificado.
  - Cada grupo será disputado por quatro equipas num mini-torneio organizado por uma das equipas. O vencedor de cada grupo seguirá em frente para a Ronda de Elite.[3]

Ronda de Elite
Um total de 16 clubes disputarão esta fase da competição, divididos em quatro grupos. Porém, haverá restrições no sorteio das equipas para cada grupo.
- Os 4 clubes vencedores de cada grupo da Rota A da ronda principal serão colocados na primeira posição de cada grupo.
- Os 4 clubes vices de cada grupo da Rota A da ronda principal serão colocados na segunda posição de cada grupo. Porém, não poderão ser colocados no mesmo grupo que o do vencedor do seu grupo na ronda anterior.
- Os 8 clubes restantes serão distribuídos pelas restantes posições sem restrições.

Cada grupo será disputado por quatro equipas num mini-torneio organizado por uma das equipas. O vencedor de cada grupo seguirá em frente para a Final-Four.
| Critérios de Desempate |
| --- |
| Na ronda preliminar, na ronda principal e na ronda de elite, as equipas são classificadas por pontos (3 pontos por vitória, 1 ponto por empate, 0 pontos por derrota). Se duas ou mais equipas terminarem iguais em pontos após a conclusão de cada grupo, os seguintes critérios serão aplicados para determinar a sua classificação (em ordem decrescente): 1. Maior número de pontos obtidos nos jogos disputados pelas equipas em questão no seu grupo; 2. Diferença de golos superior nos jogos disputados pelas equipas em questão no seu grupo; 3. Maior número de golos marcados nos jogos disputados pelas equipas em questão no seu grupo; 4. Maior número de pontos obtidos nos jogos disputados entre as equipas em questão; 5. Diferença de golos superior nos jogos disputados entre as equipas em questão; 6. Maior número de golos marcados nos jogos disputados entre as equipas em questão; 7. Diferença de golos superior em todos os jogos disputados pelas equipas em questão; 8. Maior número de golos marcados em todos os jogos disputados pelas equipas em questão; 9. Se apenas duas equipas terminarem iguais em pontos e estiverem empatadas de acordo com os critérios 1 ao 8 após se encontrarem na última ronda do grupo, a sua classificação será determinada por marcação de grandes penalidades; 1. Este critério não é usado se mais que duas equipas terminarem iguais em pontos ou se a classificação de ambas as equipas não for relevante para a qualificação de ambas para a próxima ronda; 10. Menor recorde disciplinar baseado na quantidade de cartões amarelos e vermelhos mostrados no grupo em questão (3 pontos por expulsão [vermelho ou duplo amarelo], 1 ponto por cartão amarelo); 11. Ranking do Coeficiente de Clubes de Futsal da UEFA; Se a classificação não conseguir ser determinada pelos critérios acima, um sorteio será realizado pela UEFA. |

Final-Four
As quatro equipas apuradas da fase anterior irão disputar a Final-Four da UEFA Futsal Cup.
Será organizada por um dos clubes apurados e será disputada em eliminatórias de um só jogo.

## Distribuição de Vagas e Qualificação
Um total de 56 equipas de 52 associações nacionais irão disputar a UEFA Futsal Cup de 2017–18. O número de participantes de cada associação é determinado pelo Ranking de Coeficiente Nacional da UEFA, baseado na performance de cada país no Europeu de Futsal de 2014, no Europeu de Futsal de 2016 e no Mundial de Futsal de 2016.
- Associações 1-3 classificam duas equipas cada.
- Associações 4-46 classificam uma equipa cada.
- 6 associações ainda sem classificação classificarão uma equipa cada.
  - Como o campeão em título, Inter Movistar, pertence a uma das três principais associações, a quarta melhor associação também classificará duas equipas nesta edição da UEFA Futsal Cup.

### Ranking de Coeficiente Nacional da UEFA para 2017–18
| Rank | Associação           | Coeff. | Equipas |
| ---- | -------------------- | ------ | ------- |
| 1    | Rússia               | 10,605 | 2       |
| 2    | Espanha              | 10,017 | 2       |
| 3    | Portugal             | 9,250  | 2       |
| 4    | Itália               | 8,889  | 2       |
| 5    | Ucrânia              | 7,944  | 1       |
| 6    | Azerbaijão           | 7,544  | 1       |
| 7    | Eslovénia            | 6,389  | 1       |
| 8    | Cazaquistão          | 6,333  | 1       |
| 9    | Sérvia               | 5,556  | 1       |
| 10   | Croácia              | 5,556  | 1       |
| 11   | República Checa      | 4,667  | 1       |
| 12   | Roménia              | 4,278  | 1       |
| 13   | Hungria              | 4,222  | 1       |
| 14   | Eslováquia           | 3,389  | 1       |
| 15   | Países Baixos        | 3,333  | 1       |
| 16   | Bélgica              | 3,278  | 1       |
| 17   | Bósnia e Herzegovina | 3,000  | 1       |
| 18   | Bielorrússia         | 2,667  | 1       |
| 19   | Polónia              | 2,056  | 1       |

| Rank | Association | Coeff. | Teams |
| ---- | ----------- | ------ | ----- |
| 20   | Macedônia   | 2,000  | 1     |
| 21   | Finlândia   | 1,583  | 1     |
| 22   | Turkey      | 1,444  | 1     |
| 23   | França      | 1,278  | 1     |
| 24   | Letónia     | 1,222  | 1     |
| 25   | Geórgia     | 1,028  | 1     |
| 26   | Noruega     | 1,000  | 1     |
| 27   | Suécia      | 0,944  | 1     |
| 28   | Inglaterra  | 0,944  | 1     |
| 29   | Grécia      | 0,889  | 1     |
| 30   | Moldávia    | 0,750  | 1     |
| 31   | Dinamarca   | 0,722  | 1     |
| 32   | Montenegro  | 0,667  | 1     |
| 33   | Bulgária    | 0,611  | 1     |
| 34   | Suiça       | 0,472  | 1     |
| 35   | Arménia     | 0,444  | 1     |
| 36   | Andorra     | 0,389  | 1     |
| 37   | Lituânia    | 0,389  | 1     |

| Rank | Association          | Coeff. | Teams   |
| ---- | -------------------- | ------ | ------- |
| 38   | Albânia              | 0,333  | 1       |
| 39   | Israel               | 0,333  | 1       |
| 40   | Chipre               | 0,222  | 1       |
| 41   | País de Gales        | 0,222  | 1       |
| 42   | Estónia              | 0,111  | 1       |
| 43   | Gibraltar            | 0,111  | 1       |
| 44   | Malta                | 0,000  | 1       |
| 45   | San Marino           | 0,000  | 1       |
| 46   | Escócia              | 0,000  | 1       |
| (NR) | Alemanha             | 0.000  | 1       |
| (NR) | Kosovo               | 0.000  | 1       |
| (NR) | Áustria              | 0.000  | 1       |
| (NR) | Luxemburgo           | 0.000  | 1       |
| (NR) | Irlanda do Norte     | 0.000  | 1       |
| (NR) | República da Irlanda | 0.000  | 1       |
| (NR) | Ilhas Faroé          | 0.000  | 0 (DNE) |
| (NR) | Islândia             | 0.000  | 0 (DNE) |
| (NR) | Liechtenstein        | 0.000  | 0 (DNE) |

Notes
- (DNE) – Associação não terá clubes a competir na UEFA Futsal Cup
- (NR) – Ranking inexistente (associação não entrou nas competições usadas para determinar coeficiente)

### Ranking de Coeficiente de Clubes de Futsal da UEFA para 2017–18
O Ranking de Coeficiente de Clubes de Futsal determina a ronda da competição a que uma equipa está intitulada. 24 clubes estão directamente classificados para a Ronda Principal (que estará dividida em dois caminhos diferentes) enquanto os restantes terão de disputar uma Ronda Preliminar.
- Campeão em Título classifica-se para a Rota A da Ronda Principal
- Clubes 1-11 e 16-19 classificam-se para a Rota A da Ronda Principal
- Clubes 12-15 e 20-23 classificam-se para a Rota B da Ronda Principal
- Clubes 24-55 classificam-se para a Ronda Preliminar

Os anfitriões dos oito grupos da ronda preliminar e dos oito grupos da ronda principal foram anunciados pela UEFA a 20 de Junho de 2017.
Legenda
- CH: Campeão Nacional
- RU: Vice-Campeão Nacional
- (H): Anfitrião

| Ronda Principal | Ronda Principal                | Ronda Principal | Ronda Principal |
| Rank            | Equipa                         | Coeff.          | Rota            |
| --------------- | ------------------------------ | --------------- | --------------- |
| TH              | Inter Movistar (CH)            | 57,000          | A               |
| 1               | Kairat Almaty (CH)             | 45,500          | A               |
| 2               | Sporting CP (CH)               | 38,166          | A               |
| 3               | FC Barcelona (RU)              | 37,667          | A               |
| 4               | MFK Dina Moskva (RU)           | 28,334          | A               |
| 5               | MFK Dínamo Moscovo (CH)        | 25,001          | A               |
| 6               | EP Chrudim (CH)                | 19,502          | A               |
| 7               | Ekonomac (CH) (H)              | 19,001          | A               |
| 8               | Nikars Riga (CH)               | 16,500          | A               |
| 9               | Pescara (RU)                   | 16,500          | A               |
| 10              | Braga/AAUM (RU)                | 15,833          | A               |
| 11              | Győri ETO (CH)                 | 14,168          | A               |
| 12              | Slov-Matic Bratislava (CH) (H) | 14,000          | B               |
| 13              | Araz Naxçivan (CH)             | 13,001          | B               |
| 14              | Halle-Gooik (CH)               | 11,000          | B               |
| 15              | Nacional Zagreb (CH) (H)       | 10,001          | B               |
| 16              | Luparense (CH) (H)             | 9,167           | A               |
| 17              | Brezje Maribor (CH) (H)        | 7,833           | A               |
| 18              | Stalitsa Minsk (CH) (H)        | 6,001           | A               |
| 19              | Prodexim Kherson (CH)          | 5,501           | A               |
| 20              | Garges Djibson (CH)            | 5,167           | B               |
| 21              | Autobergamo Deva (CH) (H)      | 4,834           | B               |
| 22              | Sievi Futsal (CH) (H)          | 4,834           | B               |
| 23              | STU Telasi (CH)                | 4,168           | B               |

| Ronda Preliminar | Ronda Preliminar              | Ronda Preliminar |
| Rank             | Equipa                        | Coeff.           |
| ---------------- | ----------------------------- | ---------------- |
| 24               | Shkupi (CH)                   | 3,334            |
| 25               | Levski Sofia Zapad (CH)       | 2,875            |
| 26               | Helvécia (CH)                 | 2,834            |
| 27               | BTS Rekord Bielsko-Biała (CH) | 2,501            |
| 28               | Anorthosis Famagusta (CH) (H) | 2,500            |
| 29               | Jahn Regensburg (CH)          | 2,084            |
| 30               | Flamurtari Vlorë (CH)         | 1,751            |
| 31               | FC Liburni Gjakovë (CH)       | 1,667            |
| 32               | Titograd (CH)                 | 1,584            |
| 33               | ZVV't Knooppunt (CH)          | 1,500            |
| 34               | Doukas SAC (CH)               | 1,500            |
| 35               | Classic Chişinău (CH)         | 1,375            |
| 36               | Mostar SG Staklorad (CH) (H)  | 1,334            |
| 37               | IFK Uddevalla (CH) (H)        | 1,167            |
| 38               | Luxol St Andrews (CH)         | 1,167            |
| 39               | Lynx FC (CH)                  | 0,834            |

| Ronda Preliminar | Ronda Preliminar             | Ronda Preliminar |
| Rank             | Equipa                       | Coeff.           |
| ---------------- | ---------------------------- | ---------------- |
| 40               | Sjarmtrollan IL (CH) (H)     | 0,667            |
| 41               | København (CH) (H)           | 0,584            |
| 42               | FC Leo (CH)                  | 0,584            |
| 43               | Transylvania (CH)            | 0,584            |
| 44               | Futbol Club Encamp (CH)      | 0,500            |
| 45               | Vytis (CH)                   | 0,500            |
| 46               | Diamantz Linz (CH) (H)       | 0,500            |
| 47               | Arnavutköy Belediyespor (CH) | 0,500            |
| 48               | Maccabi Futsal (CH)          | 0,417            |
| 49               | Tre Fiori (CH)               | 0,251            |
| 50               | Narva United (CH)            | 0,250            |
| 51               | FC Differdange 03 (CH) (H)   | 0,167            |
| 52               | Wrexham (CH)                 | 0,084            |
| 53               | Minerva (CH) (H)             | 0,000            |
| 54               | TMT Futsal Club (CH)         | 0,000            |
| 55               | Belfast United FC (CH)       | 0,000            |

Nota: As associações das Ilhas Faroé e do Liechtenstein não criaram liga de futsal na época 2016–17. Os campeões da Islândia (UMF Selfoss) não entrarão na UEFA Futsal Cup de 2017–18. A Irlanda do Norte criou uma liga de futsal em 2016 e entrou pela primeira vez na competição.

### Distribuição
| Ronda Principal      | Ronda Principal    | Ronda Principal   | Ronda Principal     |
| Rota A               | Rota A             | Rota B            | Rota B              |
| -------------------- | ------------------ | ----------------- | ------------------- |
| MFK Dínamo Moscovo   | Kairat Almaty      | Slovan Bratislava | STU Telasi          |
| MFK Dina Moskva      | EP Chrudim         | Araz Naxçivan     | Garges Djibson      |
| Inter Movistar       | Győri FC           | FP Halle-Gooik    | FC Autobergamo Deva |
| FC Barcelona         | Nikars Riga        | Nacional Zagreb   | Sievi Futsal Club   |
| Sporting CP          | Brezje Maribor     |                   |                     |
| SC Braga/AAUM        | Stalitsa Minsk     |                   |                     |
| Pescara              | Prodexim Kherson   |                   |                     |
| Luparense            | Ekonomac           |                   |                     |
| Ronda Preliminar     |                    |                   |                     |
| Shkupi               | Levski Sofia Zapad | Helvécia          | BTS Bielsko-Biała   |
| Anorthosis Famagusta | Jahn Regensburg    | Flamurtari Vlorë  | FC Liburni Gjakovë  |
| Titograd             | ZVV't Knooppunt    | Doukas SAC        | Classic Chişinău    |
| Mostar SG Staklorad  | IFK Uddevalla      | Luxol St Andrews  | Lynx FC             |
| Sjarmtrollan IL      | København          | FC Leo            | Transylvania        |
| Futbol Club Encamp   | Vytis              | Diamantz Linz     | Belediyespor        |
| Maccabi Futsal       | Tre Fiori          | Narva United      | FC Differdange 03   |
| Wrexham              | Minerva            | TMT Futsal Club   | Belfast United FC   |

## Sorteio e Calendário
O sorteio da Ronda Principal e da Ronda Preliminar da competição foi realizado na sede da UEFA em Nyon, Suíça a 6 de Julho de 2017. O sorteio da Ronda de Elite e da Final será realizado após a conclusão das fases anteriores.
| Ronda            | Sorteio         | Data                                                                              |
| ---------------- | --------------- | --------------------------------------------------------------------------------- |
| Ronda Preliminar | 6 Julho 2017    | 22–27 Agosto 2017                                                                 |
| Ronda Principal  | 6 Julho 2017    | 10–15 Outubro 2017                                                                |
| Ronda de Elite   | 19 Outubro 2017 | 21–26 Novembro 2017                                                               |
| Final-Four       | Março 2018      | - Semi-finais: 19/20 Abril 2018 - Determinação 3º Lugar e Final: 21/22 Abril 2018 |

## Ronda Preliminar
O vencedor de cada grupo qualifica-se para a Rota B da Ronda Principal.

### Grupo A
| Pos | Equipe       | Pts | J | V | E | D | GP | GC | SG | Classificado    |
| --- | ------------ | --- | - | - | - | - | -- | -- | -- | --------------- |
| 1   | Minerva (H)  | 9   | 3 | 3 | 0 | 0 | 11 | 4  | +7 | Ronda Principal |
| 2   | Helvécia     | 6   | 3 | 2 | 0 | 1 | 14 | 5  | +9 |                 |
| 3   | Lynx         | 1   | 3 | 0 | 1 | 2 | 6  | 14 | −8 |                 |
| 4   | Transylvania | 1   | 3 | 0 | 1 | 2 | 6  | 14 | −8 |                 |

### Grupo B
| Pos | Equipe             | Pts | J | V | E | D | GP | GC | SG  | Classificado    |
| --- | ------------------ | --- | - | - | - | - | -- | -- | --- | --------------- |
| 1   | Liburni Gjakovë    | 9   | 3 | 3 | 0 | 0 | 20 | 7  | +13 | Ronda Principal |
| 2   | Titograd           | 6   | 3 | 2 | 0 | 1 | 10 | 11 | −1  |                 |
| 3   | Vytis              | 1   | 3 | 0 | 1 | 2 | 8  | 13 | −5  |                 |
| 4   | Differdange 03 (H) | 1   | 3 | 0 | 1 | 2 | 7  | 14 | −7  |                 |

### Grupo C
| Pos | Equipe            | Pts | J | V | E | D | GP | GC | SG  | Classificado    |
| --- | ----------------- | --- | - | - | - | - | -- | -- | --- | --------------- |
| 1   | Luxol St Andrews  | 9   | 3 | 3 | 0 | 0 | 20 | 6  | +14 | Ronda Principal |
| 2   | Shkupi            | 6   | 3 | 2 | 0 | 1 | 15 | 15 | 0   |                 |
| 3   | Maccabi Futsal    | 3   | 3 | 1 | 0 | 2 | 7  | 10 | −3  |                 |
| 4   | Diamantz Linz (H) | 0   | 3 | 0 | 0 | 3 | 7  | 18 | −11 |                 |

### Grupo D
| Pos | Equipe             | Pts | J | V | E | D | GP | GC | SG  | Classificado    |
| --- | ------------------ | --- | - | - | - | - | -- | -- | --- | --------------- |
| 1   | Jahn Regensburg    | 9   | 3 | 3 | 0 | 0 | 16 | 2  | +14 | Ronda Principal |
| 2   | IFK Uddevalla (H)  | 6   | 3 | 2 | 0 | 1 | 13 | 4  | +9  |                 |
| 3   | Futbol Club Encamp | 1   | 3 | 0 | 1 | 2 | 2  | 10 | −8  |                 |
| 4   | Tre Fiori          | 1   | 3 | 0 | 1 | 2 | 2  | 17 | −15 |                 |

### Grupo E
| Pos | Equipe                  | Pts | J | V | E | D | GP | GC | SG  | Classificado    |
| --- | ----------------------- | --- | - | - | - | - | -- | -- | --- | --------------- |
| 1   | Mostar SG Staklorad (H) | 9   | 3 | 3 | 0 | 0 | 32 | 6  | +26 | Ronda Principal |
| 2   | Arnavutköy Belediyespor | 6   | 3 | 2 | 0 | 1 | 23 | 10 | +13 |                 |
| 3   | Narva United            | 3   | 3 | 1 | 0 | 2 | 8  | 24 | −16 |                 |
| 4   | Flamurtari Vlorë        | 0   | 3 | 0 | 0 | 3 | 5  | 28 | −23 |                 |

### Grupo F
| Pos | Equipe                   | Pts | J | V | E | D | GP | GC | SG  | Classificado    |
| --- | ------------------------ | --- | - | - | - | - | -- | -- | --- | --------------- |
| 1   | FC Leo                   | 9   | 3 | 3 | 0 | 0 | 15 | 2  | +13 | Ronda Principal |
| 2   | Anorthosis Famagusta (H) | 6   | 3 | 2 | 0 | 1 | 18 | 11 | +7  |                 |
| 3   | Classic Chişinău         | 3   | 3 | 1 | 0 | 2 | 9  | 21 | −12 |                 |
| 4   | Wrexham                  | 0   | 3 | 0 | 0 | 3 | 9  | 17 | −8  |                 |

### Grupo G
| Pos | Equipe                   | Pts | J | V | E | D | GP | GC | SG  | Classificado    |
| --- | ------------------------ | --- | - | - | - | - | -- | -- | --- | --------------- |
| 1   | BTS Rekord Bielsko-Biała | 9   | 3 | 3 | 0 | 0 | 30 | 6  | +24 | Ronda Principal |
| 2   | København (H)            | 6   | 3 | 2 | 0 | 1 | 18 | 15 | +3  |                 |
| 3   | Doukas SAC               | 3   | 3 | 1 | 0 | 2 | 9  | 11 | −2  |                 |
| 4   | Belfast United           | 0   | 3 | 0 | 0 | 3 | 11 | 36 | −25 |                 |

### Grupo H
| Pos | Equipe              | Pts | J | V | E | D | GP | GC | SG  | Classificado    |
| --- | ------------------- | --- | - | - | - | - | -- | -- | --- | --------------- |
| 1   | ZVV 't Knooppunt    | 9   | 3 | 3 | 0 | 0 | 16 | 8  | +8  | Ronda Principal |
| 2   | Levski Sofia Zapad  | 4   | 3 | 1 | 1 | 1 | 9  | 4  | +5  |                 |
| 3   | Sjarmtrollan IL (H) | 4   | 3 | 1 | 1 | 1 | 8  | 9  | −1  |                 |
| 4   | TMT Futsal Club     | 0   | 3 | 0 | 0 | 3 | 4  | 16 | −12 |                 |

## Ronda Principal

### Rota A
Após a conclusão da ronda, as três melhores equipas de cada grupo seguiram em frente para a Ronda de Elite.

#### Grupo 1
| Pos | Equipe             | Pts | J | V | E | D | GP | GC | SG | Classificado   |
| --- | ------------------ | --- | - | - | - | - | -- | -- | -- | -------------- |
| 1   | Stalitsa Minsk (H) | 9   | 3 | 3 | 0 | 0 | 16 | 10 | +6 | Ronda de Elite |
| 2   | Kairat Almaty      | 6   | 3 | 2 | 0 | 1 | 15 | 8  | +7 | Ronda de Elite |
| 3   | Pescara            | 3   | 3 | 1 | 0 | 2 | 10 | 14 | −4 | Ronda de Elite |
| 4   | Dínamo Moscovo     | 0   | 3 | 0 | 0 | 3 | 8  | 17 | −9 |                |

#### Grupo 2
| Pos | Equipe             | Pts | J | V | E | D | GP | GC | SG  | Classificado   |
| --- | ------------------ | --- | - | - | - | - | -- | -- | --- | -------------- |
| 1   | Inter Movistar     | 9   | 3 | 3 | 0 | 0 | 12 | 2  | +10 | Ronda de Elite |
| 2   | Dina Moscovo       | 6   | 3 | 2 | 0 | 1 | 7  | 7  | 0   | Ronda de Elite |
| 3   | SC Braga           | 3   | 3 | 1 | 0 | 2 | 5  | 8  | −3  | Ronda de Elite |
| 4   | Brezje Maribor (H) | 0   | 3 | 0 | 0 | 3 | 5  | 12 | −7  |                |

#### Grupo 3
| Pos | Equipe           | Pts | J | V | E | D | GP | GC | SG  | Classificado   |
| --- | ---------------- | --- | - | - | - | - | -- | -- | --- | -------------- |
| 1   | Sporting CP      | 9   | 3 | 3 | 0 | 0 | 15 | 4  | +11 | Ronda de Elite |
| 2   | Ekonomac (H)     | 6   | 3 | 2 | 0 | 1 | 8  | 6  | +2  | Ronda de Elite |
| 3   | Prodexim Kherson | 3   | 3 | 1 | 0 | 2 | 7  | 11 | −4  | Ronda de Elite |
| 4   | Nikars Riga      | 0   | 3 | 0 | 0 | 3 | 4  | 13 | −9  |                |

#### Grupo 4
| Pos | Equipe        | Pts | J | V | E | D | GP | GC | SG  | Classificado   |
| --- | ------------- | --- | - | - | - | - | -- | -- | --- | -------------- |
| 1   | Barcelona     | 7   | 3 | 2 | 1 | 0 | 12 | 3  | +9  | Ronda de Elite |
| 2   | Luparense (H) | 5   | 3 | 1 | 2 | 0 | 10 | 5  | +5  | Ronda de Elite |
| 3   | Győri ETO     | 3   | 3 | 1 | 0 | 2 | 6  | 16 | −10 | Ronda de Elite |
| 4   | EP Chrudim    | 1   | 3 | 0 | 1 | 2 | 6  | 10 | −4  |                |

### Rota B
Após a conclusão da ronda, o vencedor de cada grupo seguiu em frente para a Ronda de Elite.

#### Grupo 5
| Pos | Equipe              | Pts | J | V | E | D | GP | GC | SG  | Classificado   |
| --- | ------------------- | --- | - | - | - | - | -- | -- | --- | -------------- |
| 1   | Nacional Zagreb (H) | 9   | 3 | 3 | 0 | 0 | 18 | 6  | +12 | Ronda de Elite |
| 2   | FC Leo              | 4   | 3 | 1 | 1 | 1 | 11 | 13 | −2  |                |
| 3   | Liburni Gjakovë     | 3   | 3 | 1 | 0 | 2 | 15 | 18 | −3  |                |
| 4   | Garges Djibson      | 1   | 3 | 0 | 1 | 2 | 9  | 16 | −7  |                |

#### Grupo 6
| Pos | Equipe                    | Pts | J | V | E | D | GP | GC | SG | Classificado   |
| --- | ------------------------- | --- | - | - | - | - | -- | -- | -- | -------------- |
| 1   | ZVV't Knooppunt           | 6   | 3 | 2 | 0 | 1 | 10 | 7  | +3 | Ronda de Elite |
| 2   | Slov-Matic Bratislava (H) | 6   | 3 | 2 | 0 | 1 | 16 | 8  | +8 |                |
| 3   | BTS Rekord Bielsko-Biała  | 3   | 3 | 1 | 0 | 2 | 4  | 8  | −4 |                |
| 4   | STU Telasi                | 3   | 3 | 1 | 0 | 2 | 2  | 9  | −7 |                |

1. ↑  Desempate: Slov-Matic Bratislava 4–6 ZVV 't Knooppunt.
2. ↑  Desempate: BTS Rekord Bielsko-Biała 1–0 STU Telasi.

#### Grupo 7
| Pos | Equipe           | Pts | J | V | E | D | GP | GC | SG  | Classificado   |
| --- | ---------------- | --- | - | - | - | - | -- | -- | --- | -------------- |
| 1   | Halle-Gooik      | 9   | 3 | 3 | 0 | 0 | 16 | 0  | +16 | Ronda de Elite |
| 2   | Jahn Regensburg  | 4   | 3 | 1 | 1 | 1 | 6  | 10 | −4  |                |
| 3   | Minerva          | 3   | 3 | 1 | 0 | 2 | 6  | 15 | −9  |                |
| 4   | Sievi Futsal (H) | 1   | 3 | 0 | 1 | 2 | 5  | 8  | −3  |                |

#### Grupo 8
| Pos | Equipe               | Pts | J | V | E | D | GP | GC | SG | Classificado   |
| --- | -------------------- | --- | - | - | - | - | -- | -- | -- | -------------- |
| 1   | Autobergamo Deva (H) | 6   | 3 | 2 | 0 | 1 | 13 | 8  | +5 | Ronda de Elite |
| 2   | Araz Naxçivan        | 6   | 3 | 2 | 0 | 1 | 14 | 12 | +2 |                |
| 3   | Luxol St Andrews     | 3   | 3 | 1 | 0 | 2 | 11 | 13 | −2 |                |
| 4   | Mostar SG Staklorad  | 3   | 3 | 1 | 0 | 2 | 7  | 12 | −5 |                |

1. ↑  Desempate: Araz Naxçivan 3–6 Autobergamo Deva.
2. ↑  Desempate: Mostar SG Staklorad 2–5 Luxol St Andrews.

## Ronda de Elite
O sorteio da Ronda de Elite foi realizado a 19 de outubro de 2017, às 13ː30 CEST, na sede da UEFA em Nyon, Suíça. As 16 equipas foram sorteadas e alocadas em quatro grupos de quarto, contendo um vencedor de um grupo da Rota A (pote 1), um segundo classificado de um grupo da Rota A (pote 2), e duas equipas que tanto poderão ser terceiras classificadas dos grupos da Rota A ou vencedoras de um grupo da Rota B (potes 3 ou 4).
Durante o sorteio, as quatro equipas que foram pré-seleccionadas como anfitriões ((H)) foram sorteadas do seu respectivo pote e alocadas no seu respectivo grupo.
| Ronda Principal - Rota A | Ronda Principal - Rota A | Ronda Principal - Rota A  | Ronda Principal - Rota A       |
| Grupo                    | Vencedores (pote 1)      | 2º classificados (pote 2) | 3º classificados (pote 3 ou 4) |
| ------------------------ | ------------------------ | ------------------------- | ------------------------------ |
| 1                        | Stalitsa Minsk           | Kairat Almaty             | Pescara (H)                    |
| 2                        | Inter FS (H)             | Dina Moskva               | SC Braga                       |
| 3                        | Sporting CP (H)          | Ekonomac                  | Prodexim Kherson               |
| 4                        | Barcelona                | Luparense                 | Győri ETO (H)                  |
| Ronda Principal - Rota B |                          |                           |                                |
| Grupo                    | Vencedores (pote 3 ou 4) |                           |                                |
| 5                        | Nacional Zagreb          |                           |                                |
| 6                        | ZVV 't Knooppunt         |                           |                                |
| 7                        | Halle-Gooik              |                           |                                |
| 8                        | Autobergamo Deva         |                           |                                |

Os vencedores de cada grupo avançam para final-four da competição.

### Grupo A
| Pos | Equipe           | Pts | J | V | E | D | GP | GC | SG  | Classificado |
| --- | ---------------- | --- | - | - | - | - | -- | -- | --- | ------------ |
| 1   | Barcelona        | 9   | 3 | 3 | 0 | 0 | 12 | 3  | +9  | Final-Four   |
| 2   | Ekonomac         | 6   | 3 | 2 | 0 | 1 | 14 | 9  | +5  |              |
| 3   | Pescara (H)      | 3   | 3 | 1 | 0 | 2 | 13 | 9  | +4  |              |
| 4   | ZVV 't Knooppunt | 0   | 3 | 0 | 0 | 3 | 4  | 22 | −18 |              |

### Grupo B
| Pos | Equipe          | Pts | J | V | E | D | GP | GC | SG | Classificado |
| --- | --------------- | --- | - | - | - | - | -- | -- | -- | ------------ |
| 1   | Sporting CP (H) | 9   | 3 | 3 | 0 | 0 | 10 | 3  | +7 | Final-Four   |
| 2   | Halle-Gooik     | 6   | 3 | 2 | 0 | 1 | 7  | 5  | +2 |              |
| 3   | Nacional Zagreb | 3   | 3 | 1 | 0 | 2 | 5  | 8  | −3 |              |
| 4   | Dina Moskva     | 0   | 3 | 0 | 0 | 3 | 3  | 9  | −6 |              |

### Grupo C
| Pos | Equipe           | Pts | J | V | E | D | GP | GC | SG | Classificado |
| --- | ---------------- | --- | - | - | - | - | -- | -- | -- | ------------ |
| 1   | Győri ETO (H)    | 6   | 3 | 2 | 0 | 1 | 11 | 9  | +2 | Final-Four   |
| 2   | Luparense        | 6   | 3 | 2 | 0 | 1 | 15 | 11 | +4 |              |
| 3   | Prodexim Kherson | 3   | 3 | 1 | 0 | 2 | 10 | 9  | +1 |              |
| 4   | Stalitsa Minsk   | 3   | 3 | 1 | 0 | 2 | 10 | 17 | −7 |              |

1. ↑  Desempate: Luparense 4–6 Győri ETO.
2. ↑  Desempate: Prodexim Kherson 7–3 Stalitsa Minsk.

### Grupo D
| Pos | Equipe           | Pts | J | V | E | D | GP | GC | SG  | Classificado |
| --- | ---------------- | --- | - | - | - | - | -- | -- | --- | ------------ |
| 1   | Inter FS (H)     | 9   | 3 | 3 | 0 | 0 | 14 | 4  | +10 | Final-Four   |
| 2   | Kairat Almaty    | 6   | 3 | 2 | 0 | 1 | 12 | 8  | +4  |              |
| 3   | SC Braga         | 3   | 3 | 1 | 0 | 2 | 9  | 16 | −7  |              |
| 4   | Autobergamo Deva | 0   | 3 | 0 | 0 | 3 | 8  | 15 | −7  |              |

## Final-four
O anfitrião do torneio final foi selecionado pela UEFA a partir das quatro equipas qualificadas e, com duas equipas espanholas no torneio final, a UEFA anunciou a 7 de dezembro 2017 que este iria ser realizado no Pavilhão Príncipe Felipe em Saragoça, Espanha.
O sorteio da final-four foi realizado a 14 de março de 2018, em Camp Nou, Barcelona. As quatro equipas foram sorteadas em duas semifinais sem restrições.
No torneio final, prolongamento e desempate por grandes penalidades é usado para determinar o vencedor se necessário; todavia, nenhum prolongamento é usado no apuramento do terceiro lugar.

### Alinhamento
|  | Semifinais          | Semifinais          |   |               | Final          | Final |  |
|  |                     |                     |   |               |                |       |  |
|  | SF1 - 2 de setembro |                     |   |               |                |       |  |
|  | Sporting CP         | 5                   |   |               |                |       |  |
|  | Győri ETO           | 1                   |   |               |                |       |  |
|  |                     |                     |   |               |                |       |  |
|  |                     |                     |   |               | 3 de setembro  |       |  |
|  |                     |                     |   |               | Sporting CP    | 2     |  |
|  |                     | Inter FS            | 5 |               |                |       |  |
|  |                     |                     |   |               |                |       |  |
|  |                     |                     |   |               |                |       |  |
|  |                     |                     |   |               | Terceiro lugar |       |  |
|  | SF2 - 2 de setembro | SF2 - 2 de setembro |   | 3 de setembro | 3 de setembro  |       |  |
|  | Inter FS            | 2                   |   | Győri ETO     | 1              |       |  |
|  | Barcelona           | 1                   |   |               | Barcelona      | 7     |  |

### Semifinais
| 20 de abril de 2018 | Győri ETO   | 1–6       | Sporting CP                                                                                    | Pavilhão Príncipe Felipe, Saragoça      |
| 17:00 WEST          | Sáhó 34:04' | Relatório | Alex Merlim 0:58' · Cardinal 2:16', 10:55' · Cavinato 12:55' · Diogo 19:56' · Dieguinho 37:11' | Árbitro: Ondřej Černý (República Checa) |

| 20 de abril de 2018 | Inter FS            | 2–1       | Barcelona         | Pavilhão Príncipe Felipe, Saragoça |
| 20:00 WEST          | Ortiz 3:18', 31:28' | Relatório | Esquerdinha 28:30 | Árbitro: Bogdan Sorescu (Roménia)  |

### Terceiro lugar
| 22 de abril de 2018 | Győri ETO | 1–7       | Barcelona                                                                     | Pavilhão Príncipe Felipe, Saragoça      |
| 16:00 WEST          | Álex 19'  | Relatório | Esquerdinha 12', 20', 29' · Mario Rivillos 29' · Ferrão 30', 32' · Lozano 35' | Árbitro: Ondřej Černý (República Checa) |

### Final
| 22 de maio de 2018 | Sporting CP                   | 2–5 | Inter FS                                                                         | Pavilhão Príncipe Felipe, Saragoça |
| 19:00 WEST         | Cavinato 7:10' · Diogo 36:44' |     | Gadeia 2:57' · Ricardinho 9:51' · Elisandro 13:08' · Rafael 22:53' · Pola 39:57' | Árbitro: Bogdan Sorescu (Roménia)  |